# Polytrichum aurantiacum
Polytrichum aurantiacum là một loài rêu trong họ Polytrichaceae. Loài này được Hoppe ex Brid. mô tả khoa học đầu tiên năm 1801.